# サルタレロ

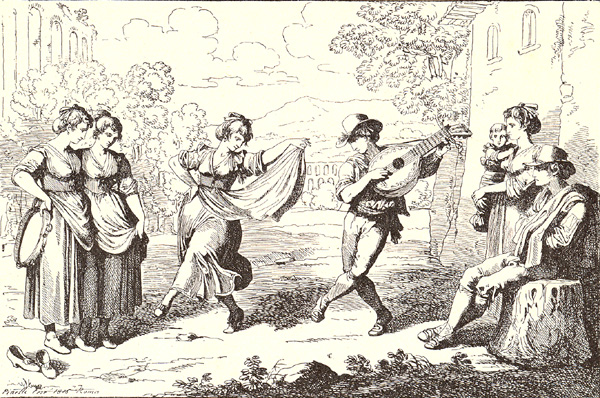
サルタレロ

サルタレッロ（saltarello）は、13世紀のナポリにおいて初めて記述が見られる、活発で陽気なダンス。音楽が現存しているが、この当時どのようなダンスであったかは知られていない。速い3拍子の音楽で、特徴的な跳躍（イタリア語の動詞でsaltare）のステップにその名を由来する。  

## 歴史
サルタレロは中世ヨーロッパの宮廷において人気を博した。15世紀にサルタレロの名前は決まったダンスのステップ（アップビートに小さい跳躍を持つ2歩のステップ）と、速い3拍子の音楽を指すようになり、この両者の使い方による例が多くの舞踏譜に見られるようになる。一曲全体がサルタレロのステップと拍子で扱われる例は、15世紀のイタリアでの即興ダンスとして、ダンスの手引書に挙げられている。最初にサルタレロを扱った理論書は、1465年のアントニオ・コルナッツァーノによるものである。このステップと拍子は16世紀のダンスの手引書には、繋ぎの部分にしか見られない。この時代には仮面舞踏会の仮装をした宮廷人のグループによって踊られていた。サルタレロはドイツの quadernaria の起源になり、やがてこのダンスはsaltarello tedesco (ドイツのサルタレロ)としてイタリアに逆輸入される。

## 民族舞踊のサルタレロ
元来はナポリの宮廷ダンスであるが、チョチアリア地方で典型的な民族舞踊であり、ローマのカーニヴァルやモンテ・テスタッチオのワイン収穫祭での人気のある伝統の一つでもある。1831年にローマのカーニヴァルを見たドイツの作曲家フェリックス・メンデルスゾーンは、彼の代表作の一つイタリア交響曲の終楽章にこの舞曲を用いている。北イタリアではサルタレロの唯一の例は、ロマーニャ地方のsaltarello romagnoloである。

## 中世のサルタレロ
イタリア中世のサルタレロの音楽の主な資料は、14世紀と15世紀初頭のトスカーナ地方の自筆楽譜である（大英図書館Add. 29987）。 ここに含まれる4曲の初期サルタレロの音楽はエスタンピーの音楽と同じ様式である。この中の2曲目のサルタレロは音楽上、比較的新しい様式である。歴史的演奏法を実践するグループ以外でも、この曲はゴシック＝ポップやメタル、ロマンティック＝中世音楽のバンドにカバーされており、有名なバージョンとしてはデッド・カン・ダンスによるものや、ポーランドのジャズ・ピアニストLeszek Możdżerによるものがある。